# 林日成
林日成（？—1865年2月6日），又叫林日晟、林戇晟，民間俗稱戇虎成，清代台灣民變戴潮春事件領導人之一。

## 生平
1862年4月3日，台湾兵备道道員孔昭慈在彰化命原任彰化知县的淡水厅同知秋曰觐协助扫荡八卦会，秋曰靓另募林奠国与四块厝林日成各率400人支援。4月15日，清军扫荡部队在大墩与天地会党人作战时，林日成临阵倒戈，击杀秋曰靓。4月18日，八卦会首戴潮春克彰化，封林日成為「南王」。
4月28日，阿罩霧庄攻防戰，林日成为族人林妈盛报仇，率军三万截断阿罩雾的水源，计划消灭前厝林家（雾峰林家）。林文凤指挥林家人以大炮还击，攻防激烈。林家人死守三天，翁仔社〔今台中市丰原区翁子〕罗冠英与东势角客家人派人支援，林日成军被击退。6月，林日成驻彰化城。
1863年12月20日，林日成发军围攻大甲，清军败退回城。戴军截断城中水源，但是天降甘霖，林日成退回四块厝。1865年1月19日，福宁镇总兵林文察率军攻打四块厝，最后搭炮台、连夜炮轰，2月6日，清军斩杀林日成。

## 民間俗語
- 辛酉一歌詩：「後厝林日成換徛紅旗，是我戴潮春起義天年長」。